# Порно для всей семьи
«Порно для всей семьи» (англ. James Gunn’s PG Porn) — веб-сериал, созданный братьями Джеймсом, Брайаном и Шоном Ганном. Он представляет собой пародию на порнофильмы, где перед непосредственным моментом полового акта происходит неожиданная ситуация. В каждой серии снимается профессиональный актёр, в то время, как главные женские роли исполняют настоящие порноактрисы.
Основной смысл фильма появляется в финальных титрах: «Для тех, кто любит в порно всё… кроме секса».
Первая серия, «Вгоняю болт твоей жене», вышла на сайте Spike.com и собрала за неделю более миллиона просмотров. В результате Spike.com заказал у создателей 11 серий.
Название сериала, PG Porn, обыгрывает систему возрастных рейтингов в США. PG означает «Parental Guidance» и рекомендует присутствие родителей при просмотре детьми фильма с таким рейтингом. Несмотря на название, сериал не вписывается в рамки данного рейтинга: хотя в нём отсутствует секс, в некоторых сериях содержатся элементы насилия и отчасти нецензурные ругательства.
По словам Джеймса Ганна, идея к сериалу пришла в начале 2000-х, в то время, когда короткометражные веб-сериалы не были распространены. Продюсером сериала выступил Стивен Блейкхарт из компании The Good Boys Productions, также шоу продюсировали Джейк Зим и Питер Сэфран из Safran Digital Group (SDG).

## Эпизоды
Режиссёр всех серий — Джеймс Ганн, композитор музыки — Тайлер Бэйтс.

### Эпизод 1: Насаживаю твою жену / Nailing Your Wife
- Дата выхода: 8 октября 2008
- Автор сценария: Брайан Ганн
- В ролях: Нейтан Филлион в роли Криса, Ария Джованни в роли Эмбер Граймс

### Эпизод 2: Крепкие орешки / Peanus
- Дата выхода: 18 декабря 2008. Серия вышла не на Spike.com, а на IGN.com
- Автор сценария: Джеймс Ганн
- В ролях: Майкл Розенбаум в роли Чарли Брауна, Белладонна в роли Люси, Тиффани Шипис в роли Салли, Маккензи Фердженс в роли Виолетты, Шон Ганн в роли Пепперминт Пэтти, Элиза Элиот в роли Марси, Джеймс Ганн в роли Линуса, Стивен Блейкхарт в роли Грязнули, Ли Кирк в роли Шредера, Доктор Весли фон Спирс в роли Снупи

### Эпизод 3: Крепкие орешки празднуют Рождество / A Very Peanus Christmas
- Дата выхода: 22 декабря 2008. Серия вышла не на Spike.com, а на IGN.com
- Автор сценария: Джеймс Ганн
- В ролях: Майкл Розенбаум в роли Чарли Брауна, Белладонна в роли Люси, Тиффани Шипис в роли Салли, Маккензи Фердженс в роли Виолетты, Шон Ганн в роли Пепперминт Пэтти, Элиза Элиот в роли Марси, Джеймс Ганн в роли Линуса, Стивен Блейкхарт в роли Грязнули, Ли Кирк в роли Шредера, Майкл К. Шмидт в роли Мамы Чарли, Доктор Весли фон Спирс в роли Снупи

### Эпизод 4: Попа-дание у дороги / Roadside Ass-istance
- Дата выхода: 26 января 2009
- Автор сценария: Джеймс Ганн
- В ролях: Джеймс Ганн в роли механика Лэнса, Саша Грей в роли Триши Скроти

### Эпизод 5: Шлюшки на бис / Squeal Happy Whores
- Дата выхода: 17 февраля 2009. Серия вышла не на Spike.com, а на официальном сайте Джеймса Ганна. По словам Ганна, «потому что начальник Spike Network распсиховался из-за, эээ, жесткости сюжета и убрал серию с сайта»[2].
- Автор сценария: Джеймс Ганн, Терра Наоми
- Песни: Терра Наоми
- В ролях: Дженна Хейз в роли самой себя, Джо Фрая в роли Джо Костяка, Питер Олтон в роли оператора

### Эпизод 6: Автобус услуг / Helpful Bus
- Дата выхода: 17 марта 2009
- Автор сценария: Джеймс Ганн
- В ролях: Шон Ганн в роли Джейсона, Бри Олсон в роли Дрянной Красотки, Крэйг Робинсон в роли Гаванца Боба, Питер Олтон в роли оператора, Микаэла Хувер в роли Джули, Мэри Лув в роли Шлюхи № 1, Сара Агор в роли Шлюхи № 2, Стивен Блейкхарт в роли Гвидо, Брайан Ганн в роли Мужчины

### Эпизод 7: Бордель состоится в полдень / High Poon
- Дата выхода: 22 апреля 2009
- Автор сценария: Брайан Ганн
- В ролях: Алан Тьюдик, Белладонна, Джеймс Ганн, Тед Страйкер в роли Рено

### Эпизод 8: Генитальный госпиталь / Genital Hospital
- Дата выхода: 23 июля 2009
- Автор сценария: Брайан Ганн
- В ролях: Шон Ганн в роли Билла Скроти, Белладонна в роли Доктора Пунуотер